# Varipodida
Variosea – rząd ameb należących do supergrupy Amoebozoa w klasyfikacji Cavaliera-Smitha.
Należą tutaj następujące rodziny według Cavalier-Smitha:
- Rodzina Filamoebidae Cavalier-Smith, 2004
  - Rodzaj Filamoeba
  - Rodzaj Flamella
- Rodzina Acramoebidae Smirnov i inni, 2008
  - Rodzaj Acramoeba
  - Rodzaj Grellamoeba.